# Bạc má xám tro
Bạc má xám tro, tên khoa học Melaniparus cinerascens, là một loài chim trong họ Paridae.